# Гильом де Кабестань
Гильом де Кабеста́нь (окс. Guilhem de Cabestany, XII век) — яркий представитель провансальской поэзии трубадуров, в основном воспевал любовь.

## Биография
Его биография, также как и биография других трубадуров подверглась позднейшей литературной обработке. Сын небогатого рыцаря, Кабестань прибыл ко двору графа Раймунда Руссильонского и вступил в число его вассалов. Жена Раймунда, влюбилась в трубадура; он отвечал ей взаимностью. Граф заподозрил жену в неверности и устроил допрос Гильому, но тому удалось отклонить подозрение, признавшись, для виду, в любви к Агнессе, сестре графини Маргариты.
Графиня, не догадавшись о хитрости Кабестаня, приняла это признание за правду; её волнение, а также сонет Кабестаня, сочинённый по случаю их примирения, раскрыли глаза графу, который, убив трубадура, накормил жену его сердцем. Когда она узнала об этом, то громко заявила мужу о своей вечной любви к поэту и выбросилась с балкона, убившись до смерти.
Гибель Кабестаня и его возлюбленной вызвала гонение на её мужа-мстителя со стороны соседей и его сюзерена, Альфонса Арагонского. Судьба Кабестаня послужила темой для многочисленных средневековых произведений, воспевавших любовь и красоту. Сюжет «съеденное сердце» использовал в «Декамероне» Бокаччо (день 4, новелла 1), встречается он и в подражаниях «Декамерону».
Меланхолическая кансона Кабестаня «Сладостно-злая Грусть, что Амор мне дал…» дошла до нашего времени в 22 рукописях, что свидетельствует о её огромной популярности.